# Сеп Блатер
Јозеф „Сеп” Блатер (10. март 1936) био је осми председник ФИФА од 1998. до 2015. године.
Дана 2. јуна 2015, шест дана након што је влада Сједињених Америчких Држава подигла оптужницу против неколико тадашњих и бивших званичника ФИФА-е и спортских маркетиншких компанија за мито и прање новца, Блатер је најавио да ће расписати изборе за избор новог председника ФИФА-е и да ће неће учествовати на овим изборима, али је такође рекао да ће остати на својој функцији све док се не одржи ванредни Конгрес ФИФА за избор његовог наследника. Швајцарско државно тужилаштво је 25. септембра 2015. године објавило кривични поступак против Блатера због „криминално лошег управљања... и проневере“.
У октобру 2015. Блатер и други највиши званичници ФИФА су суспендовани у току истраге, а у децембру је независни Етички комитет ФИФА избацио Блатера са функције и забранио му да учествује у било каквим активностима ФИФА у наредних осам година. Дана 24. фебруара 2016, жалбени комитет ФИФА је потврдио суспензију, али је смањио са осам на шест година. Дана 24. марта 2021. добио је другу забрану на шест година и кажњен је са износом од 1.000.000 ЦХФ од стране Етичког комитета након истраге о огромним исплатама бонуса. Иса Хајату је био вршилац дужности председника ФИФА до ванредног Конгреса ФИФА крајем фебруара, на којем је Ђани Инфантино изабран за 9. председника ФИФА.

## Биографија
Сеп Блатер је рођен у Виспу (Швајцарска), а дипломирао је у Швајцарској пре добијања бакалауреата у „HEC Lausanne“-у, удруженој пословној школи универзитета Лозана.
Његова каријера укључује положаје попут главног референта за односе са јавношћу туристичке агенције Валасан у Швајцарској, главног секретара швајцарског савеза хокеја на леду. Уз то, био је портпарол компаније Longines S.A., укључен у организацију Олимпијских игара у Минхену и Монтреалу.
Од 1975. године, Блатер је био запослен у ФИФА, најпре као технички управник (1975—1981), затим као генерални секретар (1981—1998), а од 1998. године и председник ФИФA. Поново је изабран за председника 2002. године, победивши Иса Хајатона у изборима, као и 31. маја 2007.
Дана 2. јуна 2015. године, свега шест дана након подизања оптужница од стране САД тренутним и бившим ФИФА службеницима за подмићивање и прање новца, Блатер је објавио да ће се повући са позиције председника ФИФA, мада ће остати на позицији док ванредни Конгрес ФИФА не пронађе адекватну замену.

## ФИФА
Од 1975. па надаље, Блатер је радио у организацији ФИФА, прво као технички директор (1975–1981), затим генерални секретар (1981–1998), пре него што је изабран за ФИФА председника 1998. Поново је изабран за шефа организације 2002. године, а 31. маја 2007. поново је изабран без противљења на још четири године, иако га је номиновало само 66 од 207 чланова организације.
Блатер и ФИФА су често били праћени контроверзама и оптужбама за корупцију. Његов мандат довео је до контроверзи око навода о финансијском лошем управљању и прихватању мита што је резултирало успешном кандидатуром Катара на Светском првенству 2022.
Блатер је изазвао критике медија, високих фудбалских личности и играча, због контроверзних изјава. То укључује тврдњу да би земље Латинске Америке аплаудирали Џону Терију због ванбрачне афере и да би расизам на терену могао да се исправи руковањем, између осталог. Он је такође изазвао критике на ФИФА Светском првенству 2014. када је прекинуо „једноминутну тишину” за бившег јужноафричког председника Нелсона Манделу, који је био преминуо дан раније, после једанаест секунди. Михаел ван Праг, председник Краљевског холандског фудбалског савеза, назвао је његово понашање „апсурдним“ и изразио наду да Блатер неће бити поново изабран 2015. године.
Блатер је био јавно преслишаван на Светском првенству у Сеулу и Купу конфедерација у Франкфурту 2002. и 2005, у свом родном граду Виспу 2011, на церемонији финалне медаље на Олимпијским играма за жене 2012, и на отварању утакмице Купа конфедерација 2013. године. Да би се избегли протести, нису одржани говори на Светском првенству у фудбалу 2014.